# Diploglossus fasciatus
Diploglossus fasciatus är en ödleart som beskrevs av Gray 1831. Diploglossus fasciatus ingår i släktet Diploglossus och familjen kopparödlor. Inga underarter finns listade i Catalogue of Life.